# Ang Peng Siong
Ang Peng Siong (洪秉祥S, Hóng BǐngxiángP; Singapore, 27 ottobre 1962) è un ex nuotatore singaporiano, che ha partecipato alle Olimpiadi estive di Los Angeles 1984 e di Seul 1988.
In entrambi i tornei olimpici ha avuto l'onore di rappresentare il suo Paese come Portabandiera alle Cerimonie di apertura dei Giochi.
È stato ai giochi asiatici, dove ha avuto le massime soddisfazioni, vincendo medaglie nel periodo 1982-1990.